# Lansay
 (mars 2022).
Si vous disposez d'ouvrages ou d'articles de référence ou si vous connaissez des sites web de qualité traitant du thème abordé ici, merci de compléter l'article en donnant les références utiles à sa vérifiabilité et en les liant à la section « Notes et références ».
Lansay France est une entreprise française, fondée en 1972 par Élie et Esther Azoulai. Elle crée et édite des jouets, des jeux électroniques et jeux de société.
Lansay a commercialisé le mange-disque qui a connu un grand succès entre les années 1960 et le début des années 1980.